# Casas de Benítez (kommunhuvudort)
Casas de Benítez är en kommunhuvudort i Spanien.   Den ligger i provinsen Provincia de Cuenca och regionen Kastilien-La Mancha, i den centrala delen av landet, 180 km sydost om huvudstaden Madrid. Casas de Benítez ligger 752 meter över havet och antalet invånare är 1 058.
Terrängen runt Casas de Benítez är platt. Runt Casas de Benítez är det ganska glesbefolkat, med 39 invånare per kvadratkilometer. Närmaste större samhälle är Quintanar del Rey, 17,6 km öster om Casas de Benítez. Trakten runt Casas de Benítez består till största delen av jordbruksmark.